# Sagittaire (constellation)
Sagittarius
 (avril 2016).
Si vous disposez d'ouvrages ou d'articles de référence ou si vous connaissez des sites web de qualité traitant du thème abordé ici, merci de compléter l'article en donnant les références utiles à sa vérifiabilité et en les liant à la section « Notes et références ».
Pour les articles homonymes, voir Sagittaire.
Le Sagittaire (ce terme signifie « l’Archer ») est une constellation du zodiaque traversée par le Soleil du 18 décembre au 18 janvier. La constellation se situe entre Ophiuchus à l'ouest et le Capricorne à l'est. Le Sagittaire était l’une des 48 constellations identifiées par Ptolémée.
Le Sagittaire désigne également un signe du zodiaque correspondant au secteur de 30° de l'écliptique traversé par le Soleil du 23 novembre au 21 décembre. C'est dans ce sens qu'il sert au repérage des déplacements planétaires, encore utilisé en astrologie.

## Nomenclature, histoire et mythologie

### En Mésopotamie
Au tout début, l’étoile PA.BÍL.SAG = Pabilsag apparaît dans des listes stellaires de Nippur à la fin du IIIe millénaire av. è. c.

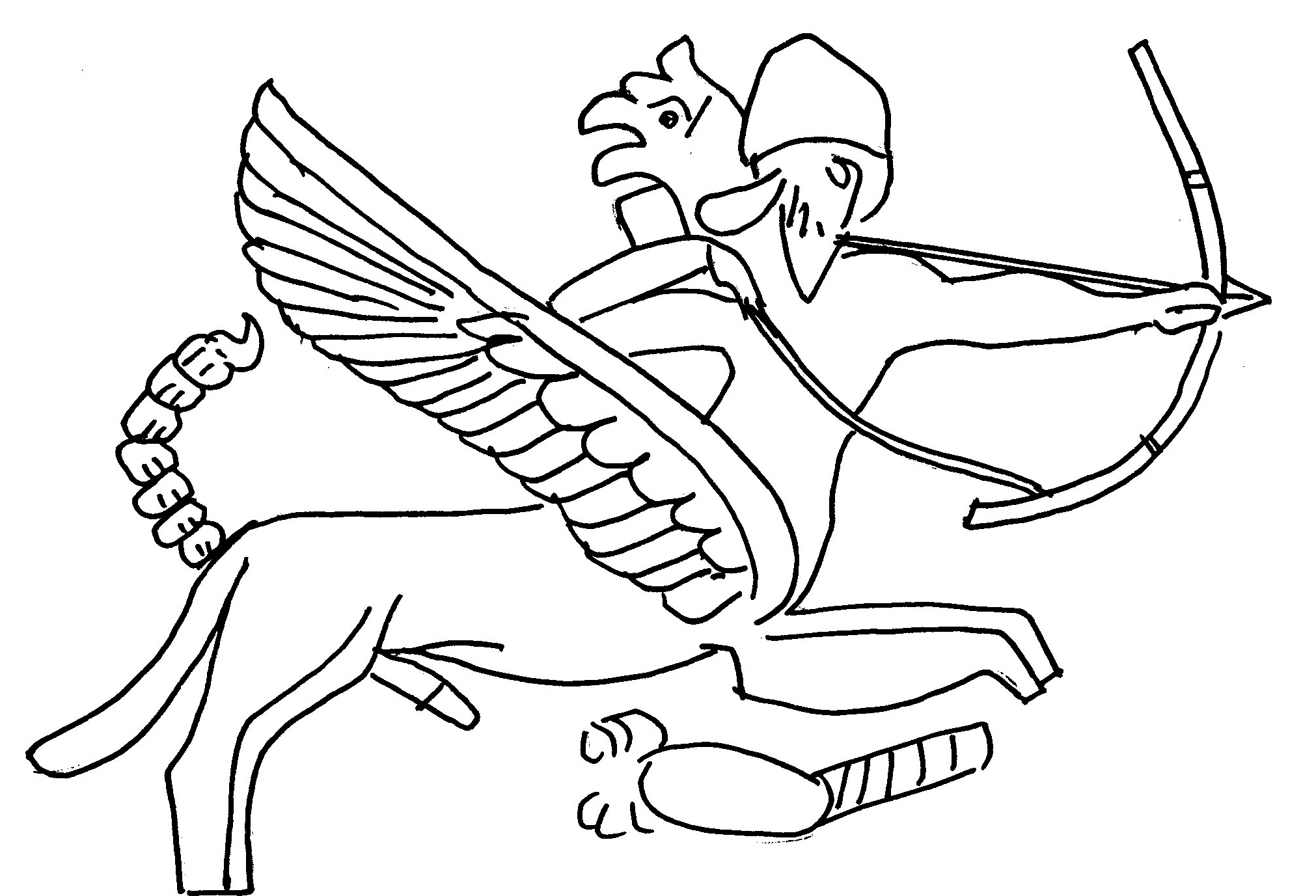
Profil de Pabilsag, l'ancêtre mésopotamien du Sagittaire d'après un kudurru du

Pabilsag est, dans la mythologie, une manifestation de Ninurta, le dieu de la Guerre, celui qui fut, dans le mythe d’Anzû, le héraut désigné par le conseil des dieux pour combattre le monstrueux aigle léontocéphale, caractérisé sur la voûte céleste par la figure de TE8 = arû, ancêtre de la figure grecque d’Αετός, soit en latin Aquila, « l’Aigle ».
L'identité de cette étoile ne fait pas l’unanimité des chercheurs, mais il est fort probable qu’il s’agisse de θ Oph. Par la suite, c’est-à-dire au début du 1er millénaire è.c., le ciel est organisé en constellations, c’est-à-dire que les étoiles sont désormais nommées par leur situation dans les figures célestes, et comme cela est attesté dans les fameux éphémérides qui s’étalent de 652 av. é.c à 61 de notre ère, cette étoile est nommée MÚL KUR šá KIR4 šil PA, soit « la Brillante de la pointe de la Flèche de Pabilsag » (voir Alpha Scorpii). L’image de la figure à laquelle elle appartient, soit PA.BÍL.SAG (en abrégé : PA) = Pabilsag est déjà connue dès la Haute Antiquité par un archer-centaure ailé ithyphallique à deux visages.

### En Grèce et à Rome
L'Archer-centaure mésopotamien a été repris par les Grecs sous le nom de Τοξότης, l'« Archer » dont Pline l’Ancien accorde l’emprunt à Cléostrate de Ténédos, et qui est en tout cas attesté chez Euctémon, et dont l’image la plus connue correspond bien à celle de Pabilsag. Mais ils l’ont bien sûr adapté à leur propre imaginaire. Ainsi Ératosthène le voit comme Crotos, le fils d’Euphémé, à qui les Muses ont appris l’usage de l’arc qui lui permit de tirer sa nourriture des bêtes sauvages. Mais pour d'autres auteurs, il représenterait le centaure Pholos, ou même à Chiron (lui-même associé à la constellation du Centaure), et il serait en train de viser le Scorpion avec son arc.

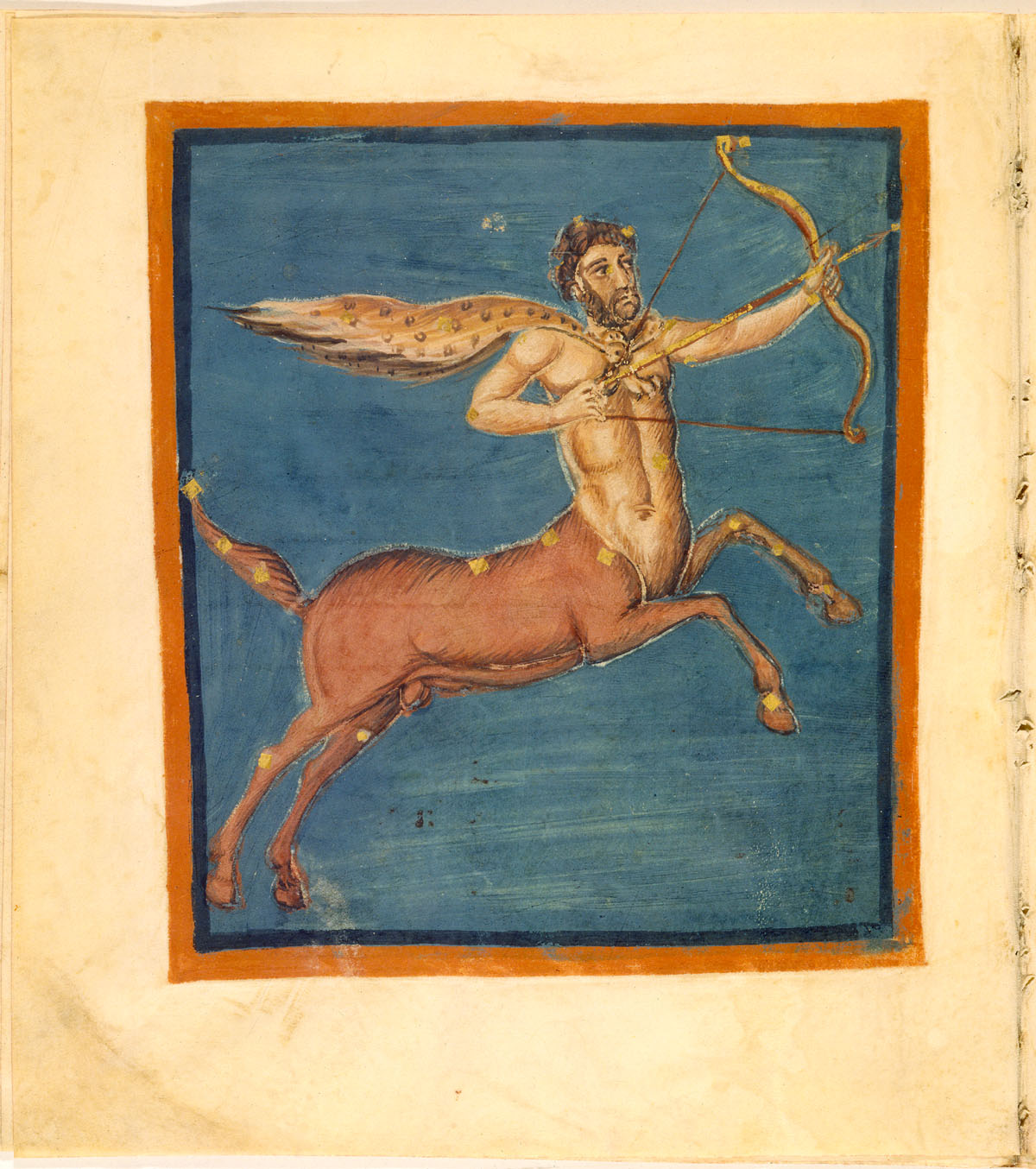
Sagittarius dans une édition des Aratea de Germanicus d’époque carolingienne (ca. 830-840).

Les Latins ont traduit Τοξότης par Sagittarius à partir des Aratea, c’est-à-dire les versions latines des Φαινόμενα d’Aratos, à commencer par celles de Ciceron, mais ont utilisé divers synonymes comme Sagittipolens, Sagittiger ou Arcitenens, plus rarement Sagitta" ou Belliter.

### Chez les Arabes
Il faut distinguer le ciel arabe traditionnel, ayant pour base les manāzil al-qamar ou « stations lunaires », et le ciel gréco-arabe, soit celui qui a été emprunté par les astronomes aux Grec dès le début du IXe siècle.
La majeure partie de l’espace de Sagittarius est occupée, dans le ciel arabe traditionnel, par une grande scène animalière nommée النعايم al-Naᶜā’im, « les Autruches », qui correspond à la XXe des manāzil al-qamar ou « stations lunaires », et qui se répartit en deux groupes. L'un est الواردة النعايم al-Naᶜā’im al-Wārida, « les Autruches qui descendent boire » au Fleuve, en arabe ألنهر al-Nahar, qui est un des noms de la Voie lactée, tandis que l'autre est النعايم الصادرة al-Naᶜā’im al-Ṣādira, « les Autruches qui reviennent de boire ». Ces deux groupes sont articulés de part et d’autre de راحي النعايم Rāᶜī al-Naᶜā’im, « le Berger des Autruches ». À côté de cela, deux groupes annexes, الأدحي  al-Udḥī, « le Nid » ‒ c’est-à-dire le lieu où l’autruche couve ses œufs ‒, situé dans le Turban du Sagittaire et, surplombant cette scène, الظليمان al-Ẓalīmān, « les Deux Autruches mâles », qui appartiennent à l’espace de l’Aigle dans le ciel gréco-arabe. Ces figures arabes sont à l’origine de plusieurs noms d’étoiles diffusés dans les catalogues contemporains. Notons que la XXIe des manāzil al-qamar ou « stations lunaires » est البلدة al-Balda, soit « le Lieu vide [d'étoiles].

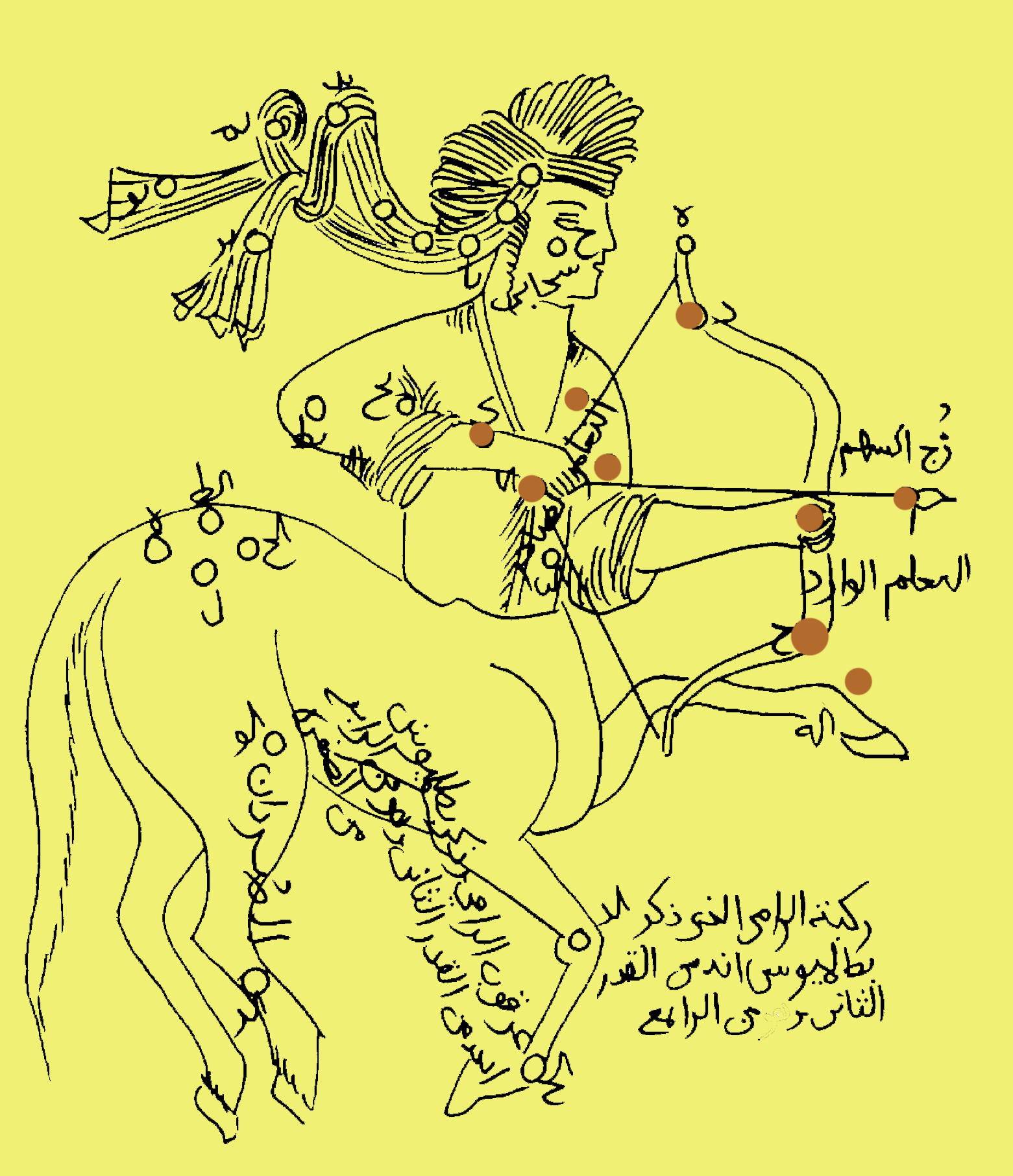
La figure de القوس al-Qaws d'après une copie du traité de ᶜAbd al-Raḥmān al-Ṣūfī, 1606, St-Pétersbourg.

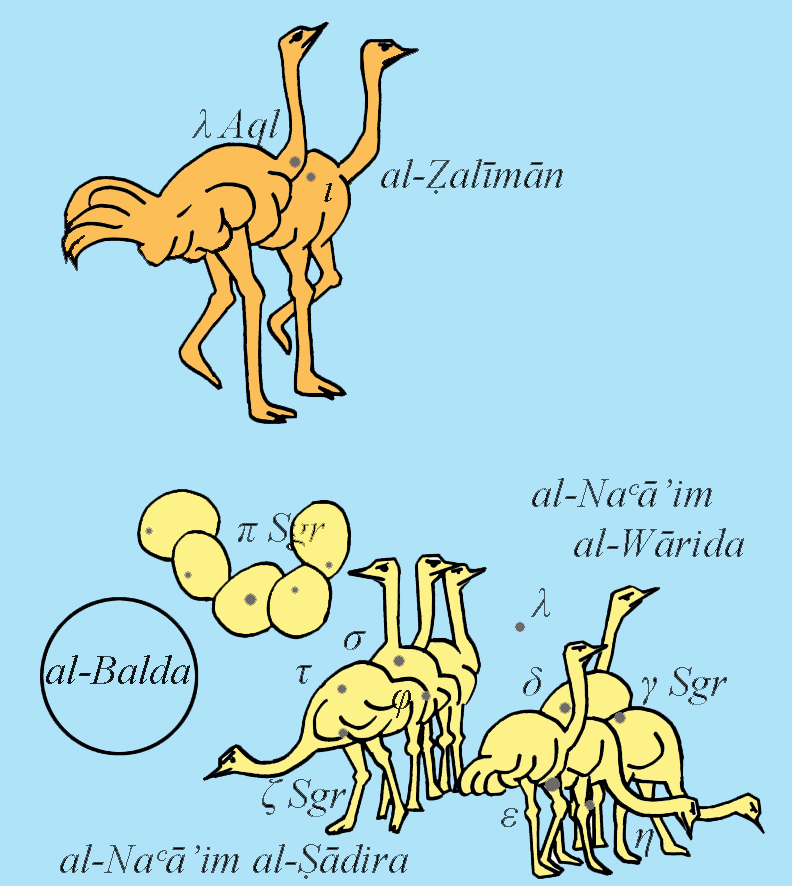
La figure arabe de النعايم al-Naᶜā’im, « les Autruches », groupe situé de part et d'autre de la Voie lactée.

Quand les astronomes arabes ont repris le formage du ciel opéré par les Grecs, Τοξότης, l'« Archer », ils l’ont nommé الرامي al-Rāmī, « le Tireur à l’arc ». Mais ils connaissaient déjà, venu directement de Mésopotamie par l‘araméen Qešta, « l’Arc », القوس al-Qaws, qui était le nom du 9e signe du zodiaque, attesté dans l’horoscope de fondation de la ville de Baghdad en 762, ainsi que nous rapporte l’érudit persan al-Bīrūnī. Ces deux noms sont ainsi utilisés pour la figure du Sagittaire, ce qui se retrouve dans des noms d’étoiles empruntés aux Arabes.

### en Europe

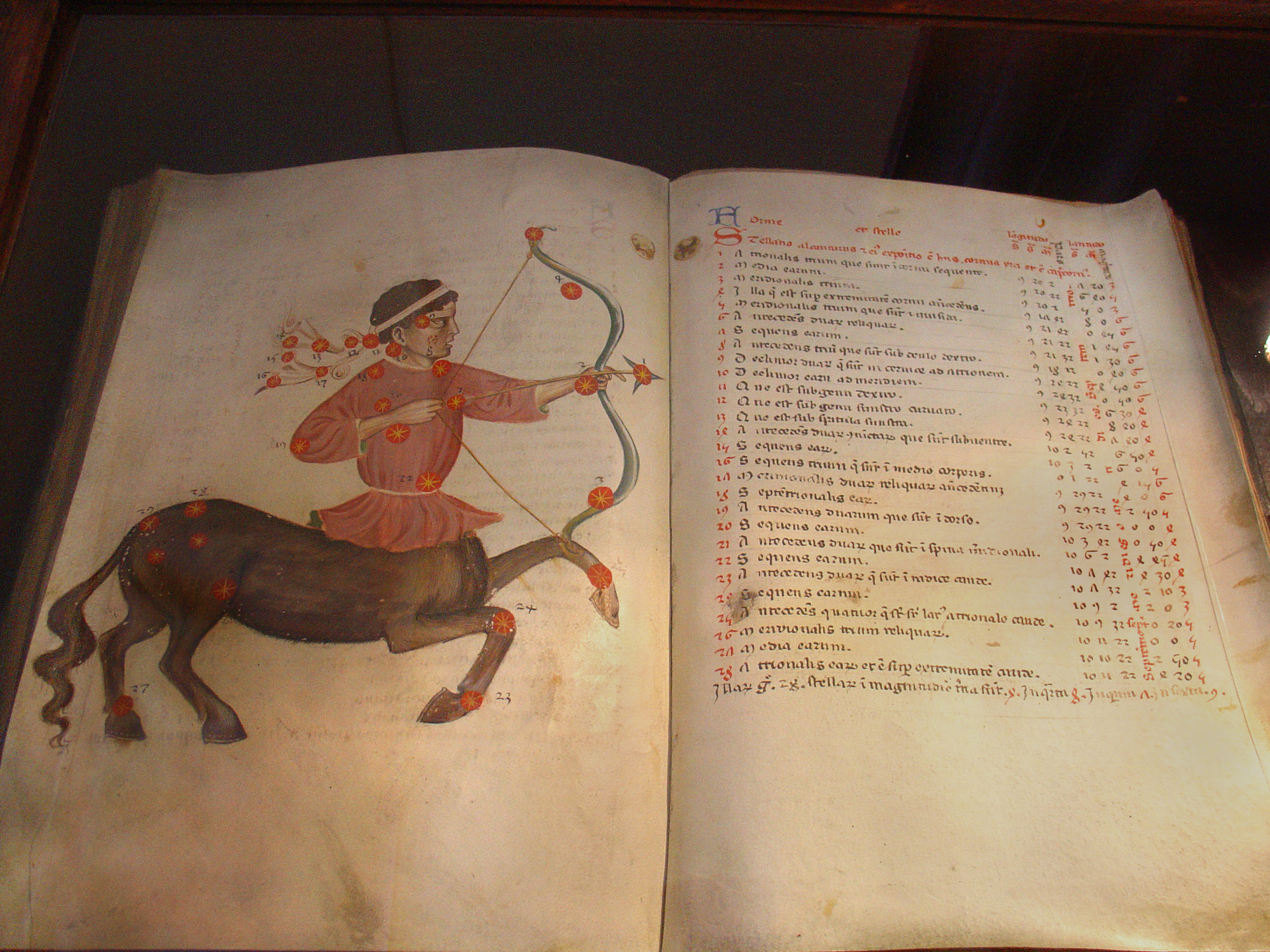
La figure de Sagittarius dans l’Atlas astronomique dit « d'Al Sufi », XIVe siècle, Italie du nord.

Au Moyen Âge, les clercs latins connaissaient le nom Sagittarius par les encyclopédies et les quelques manuscrits des Aratea, c’est-à-dire les versions latines des Φαινόμενα d’Aratos, à leur disposition, mais ils connurent dès l’an mil le nom arabe de cette figure. Nous lisons ainsi, chez Gérard de Crémone (ca. 1175) :  Stellatio Sagittarius & est Arcus, qui reprend tel quel Isḥāq b. Ḥunayn qui écrit : كوكب الرامي... وهو القوس kawkab al-Rāmī… wa huwwa al-Qaws. À son époque, on ne lit pas encore le nom grec dans le texte, ce qui n’adviendra qu’à la Renaissance. Et l’on trouve par exemple, dans l’Uranometria de Johann Bayer (1603), une liste de noms connus dans les différentes langues, selon l’usage de l’époque : non seulement Τοξότης, mais encore notamment Elkusu, vel Elkausu, qui sont des transcription de l’arabe  القوس al-Qaws, « l’Arc », soit le nom de cette figure dans le ciel arabe traditionnel. Ces noms figurent encore dans plusieurs catalogues jusqu’à ce que la nomenclature approuvée en 1930 par l’Union astronomique internationale (UAI) ne chasse définitivement les appellations autres que Libra, à l’exception du grec Τοξότης.

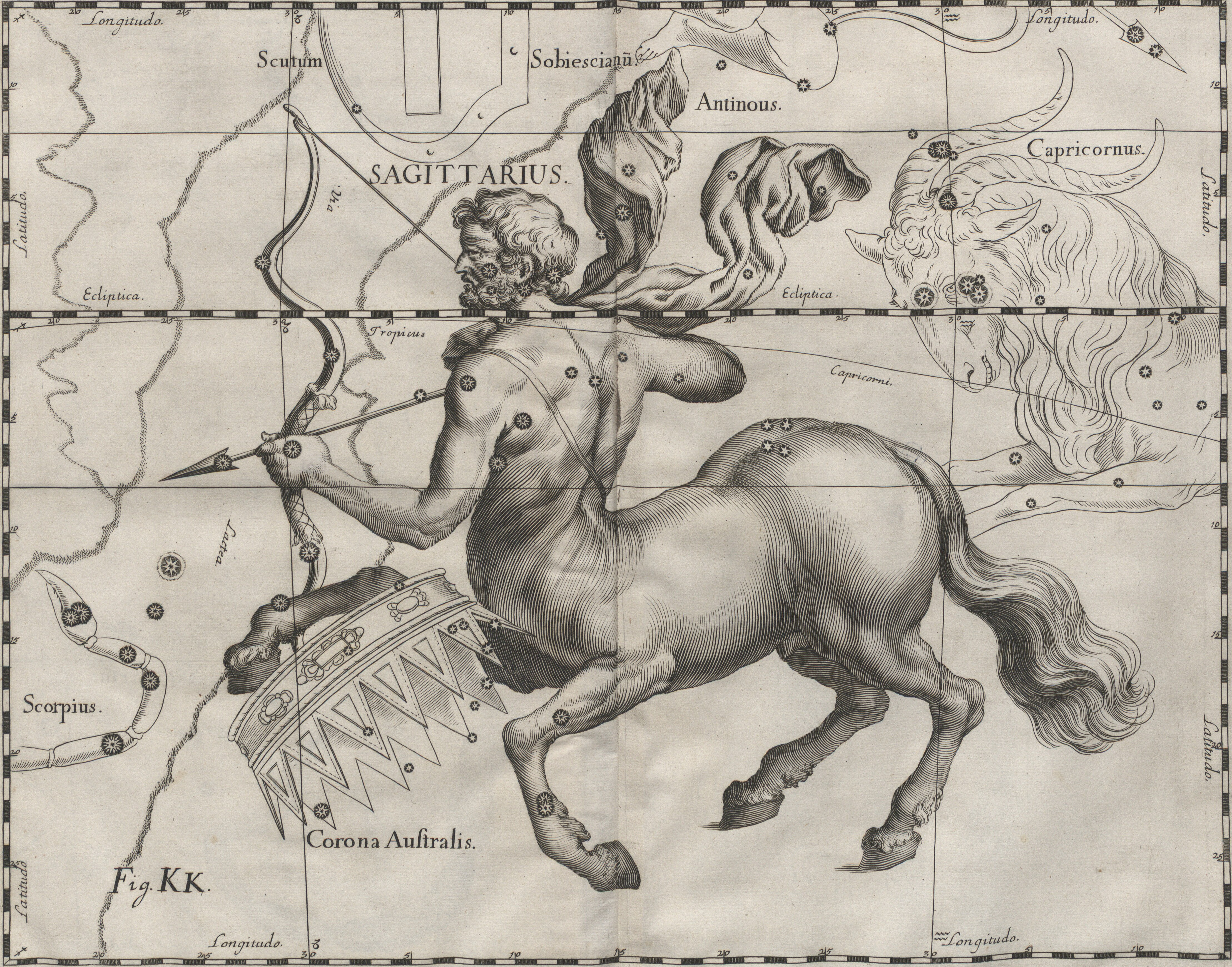
Le Sagittaire dans l'Uranographia de Johannes Hevelius, 1690.

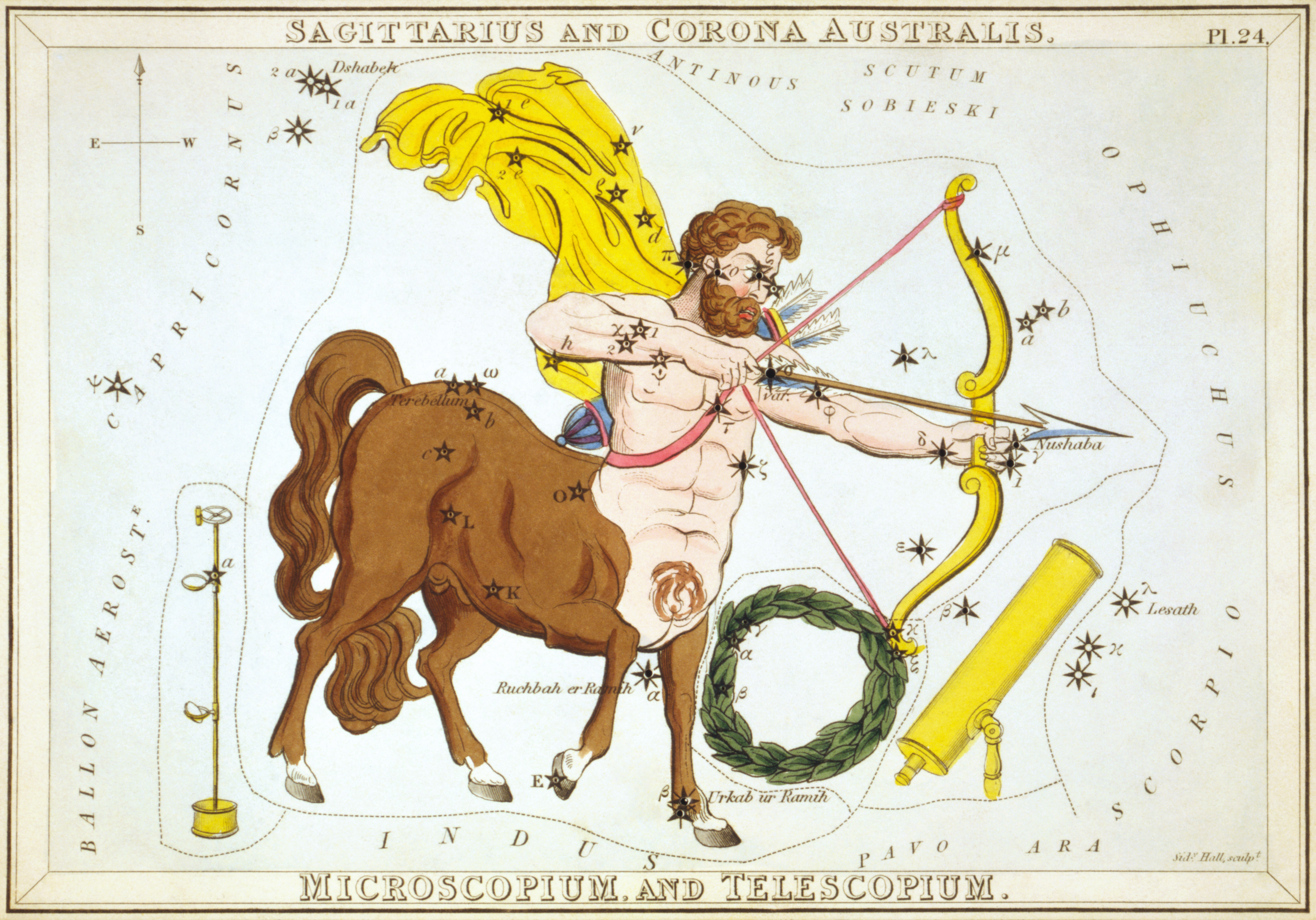
La figure de Sagittarius dans l’Urania's Mirror, Londres, 1824.

## Présentation

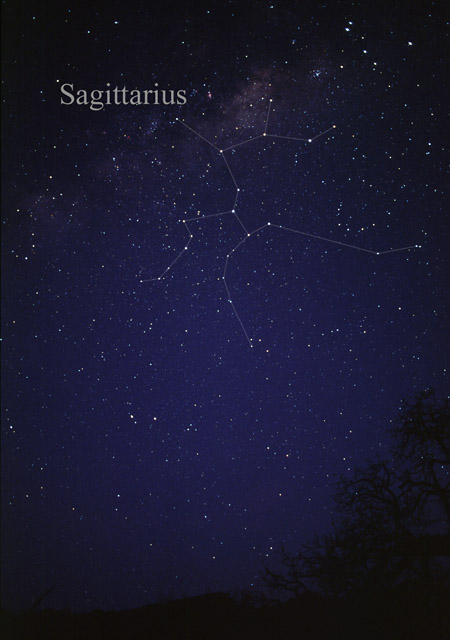
Constellation du Sagittaire.

Visibilité nocturne de la constellation.

### Forme de la constellation

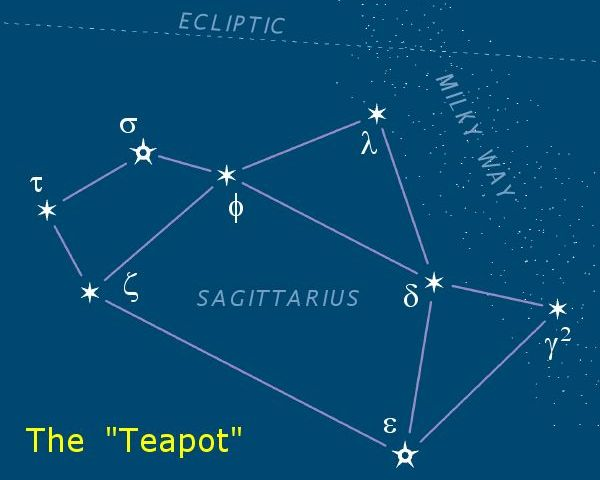
Astérisme de la théière.

## Objets célestes

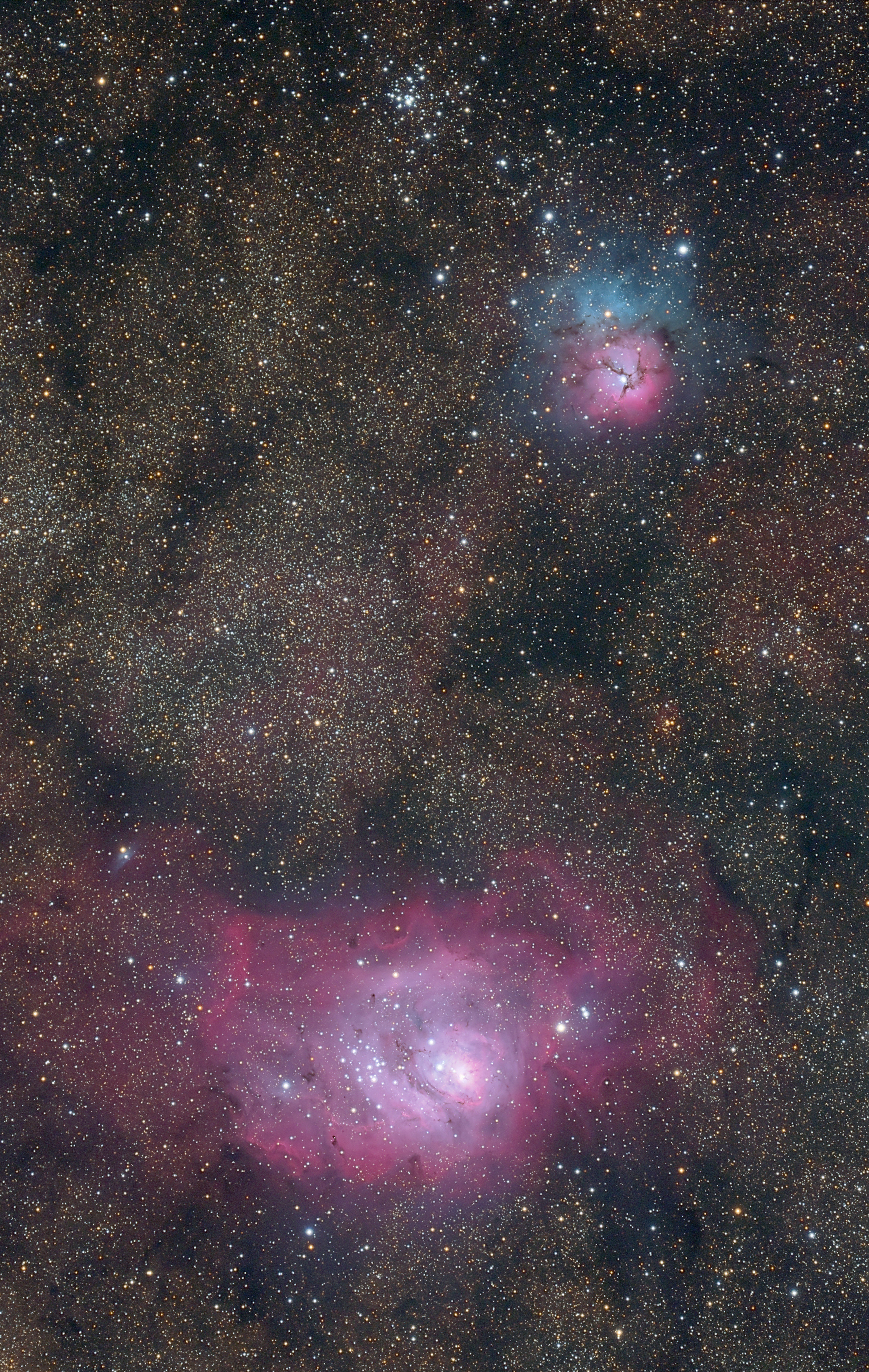
Les nébuleuses M8 et M20, respectivement en Bas et en Haut.